# Grosbliederstroff
Grosbliederstroff [ɡʁosblidɛʁstʁɔf] est une commune française située dans le département de la Moselle, en région Grand Est. Elle fait partie de l'eurodistrict SaarMoselle et de l'aire urbaine de Sarrebruck-Forbach. À proximité de Sarrebruck (4 km), Sarreguemines (7 km) et Forbach (12 km), la commune est desservie par le tramway (Saarbahn) reliant Sarrebruck à Sarreguemines. Elle est aussi reliée aux autoroutes A4 et A320 ainsi qu’au réseau autoroutier allemand (A1, A6, A8).

## Géographie

### Localisation
Située dans la vallée de la Sarre, dans la zone du canal des houillères de la Sarre, Grosbliederstroff occupe une position singulière. Le village fait face à son voisin allemand, Kleinblittersdorf. Ne formant qu’un seul et même village plusieurs centaines d’années auparavant, au temps du Duché de Lorraine. les deux entités sont désormais de nationalités différentes, depuis les traités de 1814-1815, à la fin de l'Empire napoléonien. Mais un bac a relié les deux rives une bonne partie du XXe siècle et aujourd'hui une passerelle fixe le remplace.
Les adjectifs préfixés Gros(s)- et Klein- (respectivement grand et petit en français) font directement référence à la taille du village. C’était vrai autrefois, mais désormais, c’est Kleinblittersdorf, Gemeinde en communauté de villages jusqu’à la Blies, qui compte le plus d’habitants, tout en étant membre de la communauté régionale de Sarrebruck. Grosbliederstroff est membre de la Communauté d’agglomération de Sarreguemines.

Le ban communal de Grosbliederstroff s'étend jusqu'aux quartiers de Güdingen et Bübingen au Nord, Kleinblittersdorf et ses quartiers d'Auersmacher et de Rilchigen-Hanweiler à l'Est ainsi que le quartier de Welferding à Sarreguemines au Sud.
| Alsting             | Sarrebruck (de)   |                        |
| Lixing-lès-Rouhling | Grosbliederstroff | Kleinblittersdorf (de) |
| Rouhling            | Sarreguemines     |                        |

### Hydrographie
La commune est située dans le bassin versant du Rhin au sein du bassin Rhin-Meuse. Elle est drainée par la Sarre, le canal des houillères de la Sarre, le ruisseau de Lixing et le ruisseau le Simbach.
La limite Est de la commune est définie par la Sarre et par le canal de la Sarre qui marquent également la frontière entre l'Allemagne et la France. D'une longueur de 129,2 km, la Sarre est une rivière qui traverse le Bas-Rhin et la Moselle pour devenir complètement allemande à partir de Sarrebruck. A la hauteur du village, son débit moyen est de l'ordre de 40 m3/sec, grâce à la Blies qui double pratiquement le débit de la Sarre, à 4 km en amont au confluent. Mais ce débit, lors des étiages peut descendre à 8-9 m3/sec, et probablement moins encore, aujourd'hui. Il y a 30 ans, l'écart entre l'étiage d'août et la crue de février était de 1 à 6, à Sarreinsming.
Le Canal des houillères de la Sarre, d'une longueur totale de 65,1 km, prend sa source dans la commune  et se jette  dans la Sarre à Sarreguemines, après avoir traversé 24 communes.
Le village est également traversé par le ruisseau de Lixing, localement le Lixinger Bach, qui se jette dans la Sarre à hauteur de Grosbliederstroff. On peut également citer des ruisseaux comme le Katzbach à hauteur du lieu-dit du même nom et le Simbach qui traverse la forêt de la Stey. Tous deux se jettent également dans la Sarre.
Le ruisseau de Lixing, d'une longueur totale de 10,3 km, prend sa source dans la commune de Folkling et se jette  dans la Sarre sur la commune, après avoir traversé six communes.

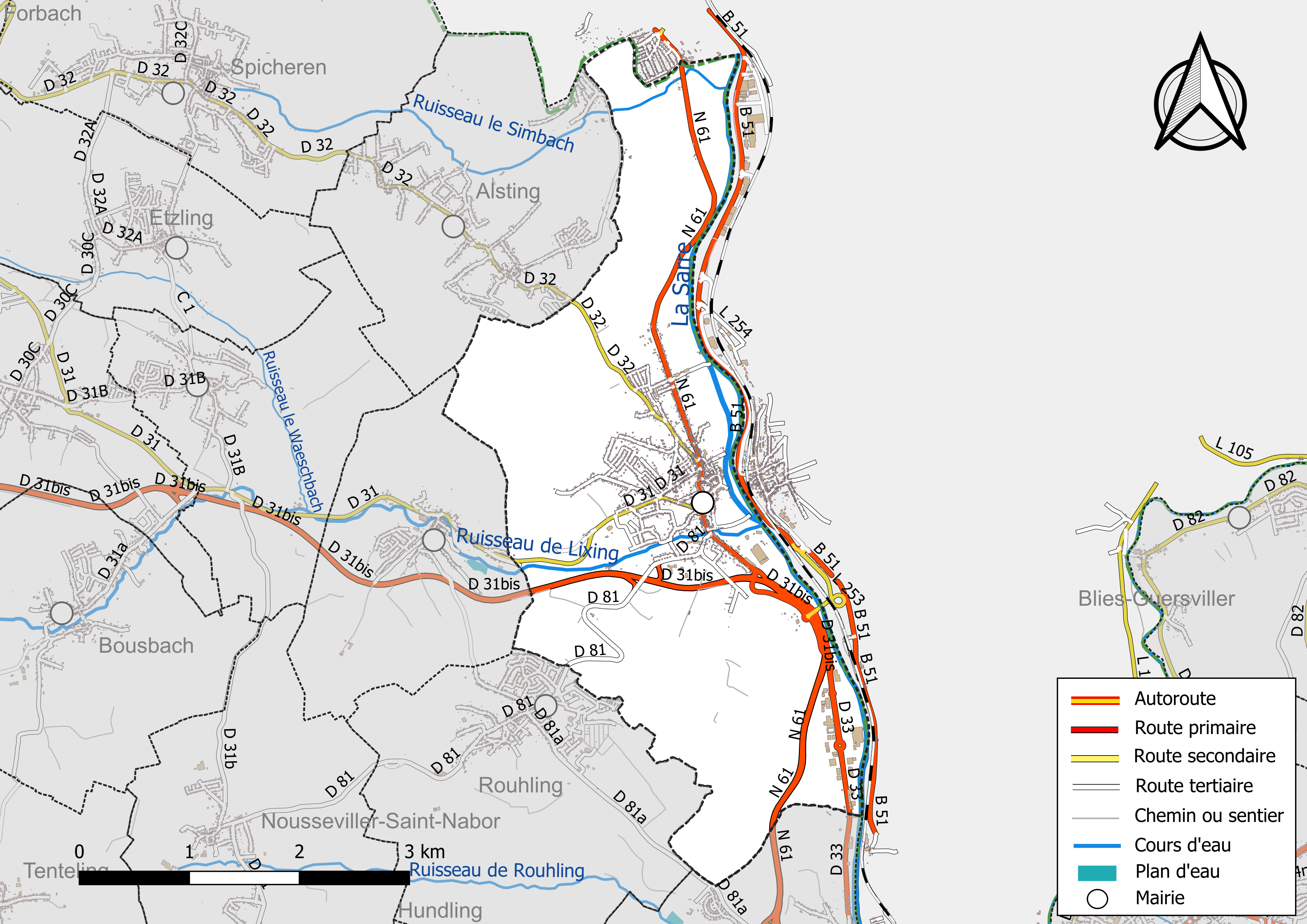
Réseaux hydrographique et routier de Grosbliederstroff.

La qualité des eaux des principaux cours d’eau de la commune, notamment de la Sarre, du canal des Houilleres de la Sarre et du ruisseau de Lixing, peut être consultée sur un site dédié géré par les agences de l’eau et l’Agence française pour la biodiversité. Ainsi en 2020, dernière année d'évaluation disponible en 2022, l'état écologique du ruisseau de Lixing était jugé moyen (jaune).

### Climat
Pour des articles plus généraux, voir Climat du Grand Est et Climat de la Moselle.
En 2010, le climat de la commune est de type climat des marges montargnardes, selon une étude du Centre national de la recherche scientifique s'appuyant sur une série de données couvrant la période 1971-2000. En 2020, Météo-France publie une typologie des climats de la France métropolitaine dans laquelle la commune est exposée à un climat semi-continental et est dans une zone de transition entre les régions climatiques « Lorraine, plateau de Langres, Morvan » et « Vosges ». 
Pour la période 1971-2000, la température annuelle moyenne est de 10 °C, avec une amplitude thermique annuelle de 17,2 °C. Le cumul annuel moyen de précipitations est de 858 mm, avec 12,1 jours de précipitations en janvier et 9,3 jours en juillet. Pour la période 1991-2020, la température moyenne annuelle observée sur la station météorologique de Météo-France la plus proche, « Seingbouse », sur la commune de Seingbouse à 15 km à vol d'oiseau, est de 10,5 °C et le cumul annuel moyen de précipitations est de 731,4 mm. 
La température maximale relevée sur cette station est de 37,9 °C, atteinte le 25 juillet 2019 ; la température minimale est de −17 °C, atteinte le 20 décembre 2009,,. 
Les paramètres climatiques de la commune ont été estimés pour le milieu du siècle (2041-2070) selon différents scénarios d'émission de gaz à effet de serre à partir des nouvelles projections climatiques de référence DRIAS-2020. Ils sont consultables sur un site dédié publié par Météo-France en novembre 2022.

## Urbanisme

### Typologie
Au 1er janvier 2024, Grosbliederstroff est catégorisée ceinture urbaine, selon la nouvelle grille communale de densité à sept niveaux définie par l'Insee en 2022.
Elle appartient à l'unité urbaine de Kleinblittersdorf (ALL)-Grosbliederstroff (partie française), une agglomération internationale constituant une ville isolée,. Par ailleurs la commune fait partie de l'aire d'attraction de Sarrebruck (partie française), dont elle est une commune de la couronne,. Cette aire, qui regroupe 12 communes, est catégorisée dans les aires de 700 000 habitants ou plus (hors Paris),.

### Occupation des sols
L'occupation des sols de la commune, telle qu'elle ressort de la base de données européenne d’occupation biophysique des sols Corine Land Cover (CLC), est marquée par l'importance des forêts et milieux semi-naturels (46,3 % en 2018), en augmentation par rapport à 1990 (44,2 %). La répartition détaillée en 2018 est la suivante : 
forêts (44,1 %), zones agricoles hétérogènes (24,1 %), zones urbanisées (13,2 %), zones industrielles ou commerciales et réseaux de communication (8,5 %), prairies (3,2 %), cultures permanentes (2,4 %), milieux à végétation arbustive et/ou herbacée (2,2 %), terres arables (2,1 %). L'évolution de l’occupation des sols de la commune et de ses infrastructures peut être observée sur les différentes représentations cartographiques du territoire : la carte de Cassini (XVIIIe siècle), la carte d'état-major (1820-1866) et les cartes ou photos aériennes de l'IGN pour la période actuelle (1950 à aujourd'hui).

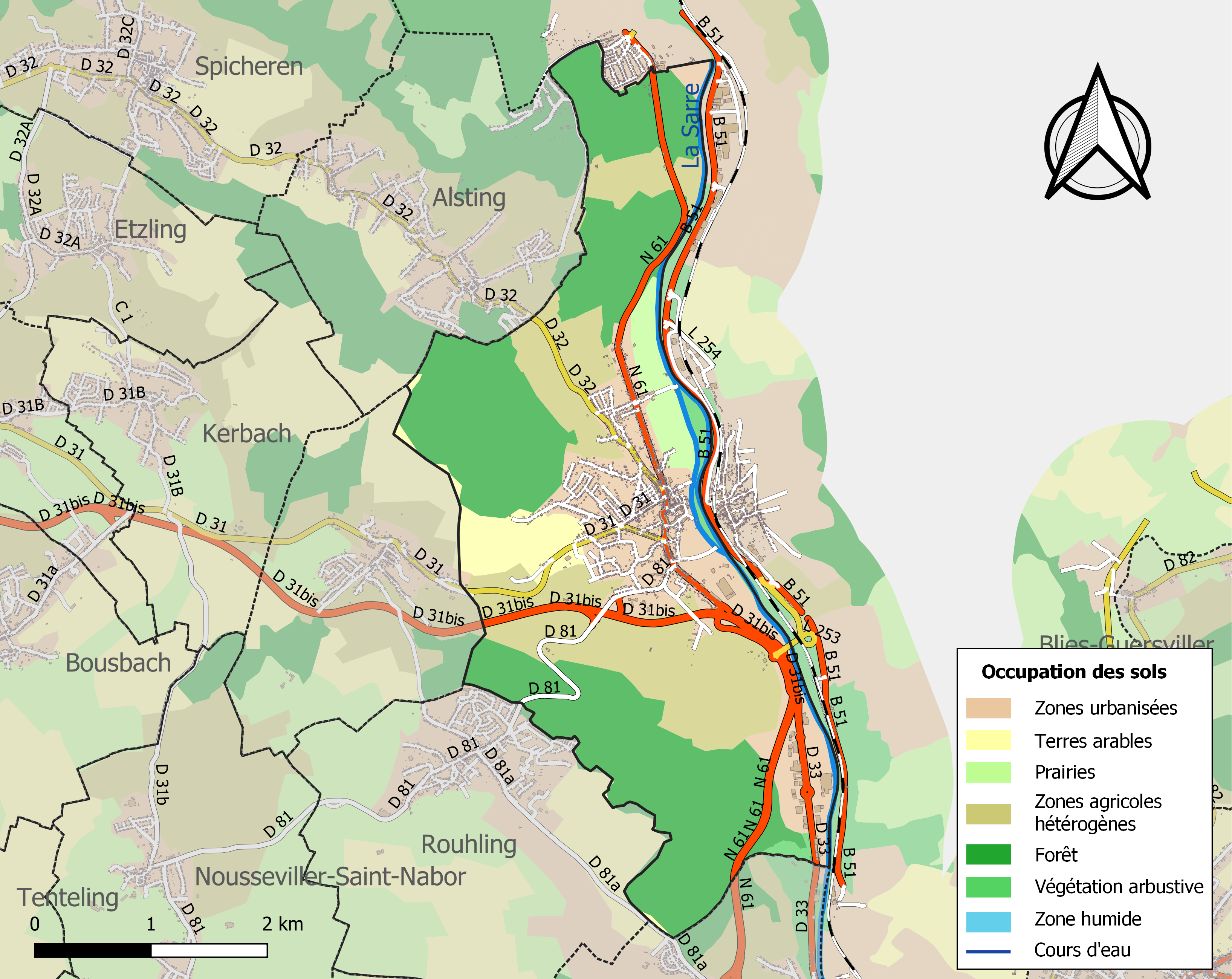
Carte des infrastructures et de l'occupation des sols de la commune en 2018 (CLC).

### Écarts et lieux-dits
Gungling est une annexe qui a été construite vers 1860 sur l’emplacement d'un ancien village dénommé Gundelinga en 1120. La fouille du site de Gungling est à l'origine de la découverte d'un habitat rural occupé, sans interruption, du IXe au début du XVe siècle. Le site est abandonné au début du XVe siècle et les terres sont réservées à l'usage agricole.
Le village est composé de nombreux lieux-dits, souvent en francique lorrain. Ils peuvent faire référence à des noms géographiques, hydrographiques, à la végétation, à des voies de communication ou encore à des industries. Ainsi, on retrouve à Grosbliederstroff les lieux-dits Gunglingerberg, Katzbach, Schafsberg, Ziegelhütte ou encore Hammerschmiede.
Aujourd'hui encore ces noms de lieux-dits sont utilisés pour désigner plusieurs lotissements de Grosbliederstroff, on retrouve par exemple les lotissements Boehlingen et Reben ou encore la cité Mess.

### Planification de l'aménagement
La loi SRU du 13 décembre 2000 a incité fortement les communes à se regrouper au sein d'un établissement public, pour déterminer les parties d'aménagement de l'espace au sein d'un schéma de cohérence territoriale (SCoT), un document essentiel d'orientation stratégique des politiques publiques à une grande échelle. La commune est dans le territoire du SCOT de l'Arrondissement de Sarreguemines, approuvé le 23 janvier 2014 sur un territoire de 84 communes.
En matière de planification, la commune dispose d'un plan local d'urbanisme approuvé le 3 février 2014.

### Voies de communication et transports

#### Voies de communication
Le territoire communal est traversé par la route départementale 31 bis qui relie Forbach à Grosbliederstroff et par la route départementale 661 qui relie Phalsbourg à Grosbliederstroff en passant par Sarreguemines. Entre Forbach et Sarreguemines, l'itinéraire est conçu en tant que voie rapide et se poursuit vers les autoroutes 320 et A4. Le village est également connecté au réseau routier allemand (A6, A8 et A1) via Sarrebruck. Grosbliederstroff compte deux points de passage routiers vers l'Allemagne.
La commune est également longée par la Sarre et son canal qui permettent une liaison en bateau vers la Moselle et le Rhin au Nord, et vers le canal de la Marne au Rhin au Sud. Le réseau fluvial est géré par l'unité territoriale du canal de la Sarre à Sarreguemines des Voies navigables de France. Le long du cours d'eau se trouve la véloroute EuroVelo5 depuis Sarrebruck vers Sarreguemines et le réseau communautaire de pistes cyclables.

#### Transports
Commune membre de la communauté d'agglomération de Sarreguemines, Grosbliederstroff est desservie par le réseau de transports en commun communautaire CABUS. La ligne 9 relie Rouhling à Sarreguemines en passant par la commune tout comme la ligne 129 du réseau Fluo Grand Est 57 qui relie Forbach à Sarreguemines. La fréquence de ces lignes est d'environ un autobus par heure. Une correspondance est assurée avec le tram-train Saarbahn entre Sarrebruck et Sarreguemines depuis l'arrêt Kleinblittersdorf.
Grosbliederstroff se situe à proximité des gares ferroviaires de Forbach, Sarrebruck et Sarreguemines qui permettent notamment d'accéder à la ligne TGV Paris-Francfort ou encore à la ligne TER Sarreguemines-Strasbourg et Sarreguemines-Metz. Le transport aérien est également facile d'accès avec les aéroports de Sarrebruck-Ensheim (22 km), de Metz-Nancy-Lorraine (88 km) ou de Luxembourg-Findel (117 km).

## Toponymie
La première mention écrite connue de Grosbliederstroff remonte à 777 dans un acte de Fulrad, abbé de Saint-Denis et conseiller de Charlemagne, sous la forme latinisée Blitthario villa ou Blithario villa,. Par la suite, le nom du village est attesté sous les formes : Blitestorf en 1125, Blidendorf et Bliederstorff en 1220, Bliderstorff et Blidersdorf en 1223, Bliederstroff en 1253, Bliterstorf en 1285, Blittersdorff en 1335, Biederstorff et Bliederstorff en 1544, Grossblietersdorff en 1594, Bliterstroff en 1721, Blidertorft-le-Grand en 1756, Blidestroff-le-Gros en 1779, Gros-Blidestroff (carte de Cassini), Grosbliederstroff en 1793, Bliderstroff-Gros en 1801, Grossbliedersdorf en 1852, Grosbliedersdorff en 1860, Grossblittersdorf et Großblittersdorf (période de l'Alsace-Lorraine).
D'après Ernest Nègre, ce toponyme se compose de l'adjectif germanique gross « grand », suivi du nom de personne germanique Blitharius + dorf. Cependant, en Lorraine francique, le mot dorf « village » est souvent passé à troff par métathèse de /r/ et durcissement de /d/ en /t/, ce qui explique la forme Grosbliederstroff.
En francique rhénan de Lorraine, le nom de la commune est Blidderschdorf et Grosblidderschdorf /gʁosblidɐʃdoaf/.

### Sobriquets
- Anciens sobriquets désignant les habitants : Die Grumbere-Gerschel (les avaleurs/bouffeurs de pommes de terre)[30]. Blidderschdorfer Kärelecker (les lécheurs de noyaux de Grosbliederstroff)[31].

## Histoire

### Préhistoire
Des découvertes archéologiques laissent penser que Grosbliederstroff et ses environs étaient habités dès le paléolithique : découvertes de dents (Hanweiler) et d’ossements (Spicheren, 1931) de mammouth ou d’éléphant (Cocheren, 1866), plusieurs armes en silex.

### Celtes, Gallo-Romains et Germains
La présence des Celtes (Gaulois) est attestée dans la région de Grosbliederstroff, ensuite elle subit une romanisation intense et elle est desservie par une voie romaine. L'arrivée des Francs modifie le peuplement, dont le dialecte devient germanique.
Dans la forêt domaniale de Grosbliederstroff, il se trouve une des plus anciennes nécropoles des invasions barbares.
Sous les Francs, le village faisait partie de l’Austrasie. Ce bourg était au viiie siècle une villa appartenant à l’abbaye de Saint-Denis, plus tard il fit partie de la châtellenie de Sarreguemines et il en suivit la destinée.
Après le traité de Verdun (843), Grosbliederstroff est rattaché à la Francie médiane, puis au Saint-Empire romain germanique.
Au XIIIe siècle, l'église de Bliederstroff fut donnée par les comtes de Sarrebruck à l’abbaye de Wadgassen de l'ordre des Prémontrés ; elle était une des cures de l'archiprêtré de Saint-Arnuald et avait pour annexes Petit-Bliederstroff, Cochling et Auersmacher.

### Destructions, peste
Grosbliederstroff fut incendiée par les troupes d’Albert de Brandenbourg en 1553, puis détruite par l’armée Suédoise pendant la Guerre de Trente Ans. Ces destructions suivies par une épidémie de peste en 1637 firent considérablement chuter la population.

### XVIIIesiècle
Bliederstroff était une localité comprenant l’actuel village de Grosbliederstroff sur la rive gauche de la Sarre et la ville de Kleinblittersdorf sur la rive droite. Les préfixes gros (en allemand : grand) et klein (en allemand : petit) n’ayant été introduits que lorsque le village a été divisé par une frontière. Ces préfixes ont tour à tour été francisés (préfixes 'petit’, 'grand’, 'le gros’) et germanisés ('gross’, 'klein’). La paroisse de Blittersdorf dépendait de l’abbaye des prémontrés de Wadgassen (Sarre) depuis 1253.
La chapelle Sainte-Croix fut probablement construite pendant les croisades bien que sa première mention écrite ne remonte qu’au XVIIe siècle.
L’église paroissiale telle qu’elle existe aujourd’hui – bâtie sur la base d’une chapelle – fut construite en 1745. Le presbytère, l’ossuaire, le cimetière (détaché de l’église) datent de la même époque : au XVIIIe siècle.
La population se remit à croître et Bliederstroff était une localité importante sur la Sarre.
En 1766, à la mort de Stanislas Leszczynski, dernier duc souverain de Lorraine, la Lorraine et le Barrois sont définitivement rattachés au royaume de France et Grosbliederstroff devient française.
En 1790, date de la création des départements, Grosbliederstroff sera rattachée au département de la Moselle. En 1792, poussée révolutionnaire jusqu'au Rhin, création du département de la Sarre dont la préfecture est fixée à Trèves, Sarrebruck devenant sous-préfecture.

### Congrès de Vienne
Après la chute de Napoléon, le congrès de Vienne en 1815 et le deuxième traité de Paris, définissent une nouvelle frontière le long de la Sarre : cette frontière divise le village de Bliederstroff en deux et donne naissance aux deux localités indépendantes de Grosbliederstroff et Kleinblittersdorf, nouvelle commune rattachée à la Prusse.

### 1870-1919
Grosbliederstroff fut épargnée par la guerre de 1870-1871 contrairement aux localités voisines (particulièrement Spicheren). En 1871, à la suite de la proclamation du deuxième empire allemand, la commune et toute l’Alsace-Lorraine y est rattachée, conformément au traité de Francfort.
En 1880, un imposant pont en pierre est inauguré, financé par un emprunt de la commune et remboursé en 1897 grâce au succès du péage vers la gare de Kleinblittersdorf.
Grosbliederstroff redeviendra officiellement française par le traité de Versailles en 1919.

### Seconde Guerre mondiale
Grosbliederstroff se situant entre la frontière franco-allemande et la ligne Maginot, les habitants ont été évacués en Charente tandis que les mineurs ont été réaffectés dans les mines du Nord. Dès le début de la guerre en 1939, le pont est détruit ; il sera remplacé par un bac, puis par une passerelle piétonne, augmenté par un pont routier au sud qui relie la voie rapide de Sarreguemines vers Forbach au contournement de Kleinblittersdorf vers Sarrebruck.
Grosbliederstroff a été bombardée en 1944 et ne fut libérée que le 18 février 1945 par les 275th Trailblazers américains. Grosbliederstroff comptait une importante communauté juive (environ 300 personnes) ; aussi évacués en 1939, leur retour fut interdit en 1940, ils furent cachés en France, quelques membres furent déportés.

### Depuis 1945
De 1951 à 1953, Charbonnages de France a construit à Grosbliederstroff, près de l'embarcadère des charbons des Houillères de Lorraine, une centrale électrique au charbon, la centrale thermique de Grosbliederstroff. Ses cheminées sont décrites comme les plus grandes d'Europe, en 1959. Le charbon était amené par un système aérien de wagonnets directement de Morsbach située à une dizaine de kilomètres de là. On avait installé la centrale loin du bassin de production charbonnier, mais près de la seule rivière un peu consistante de la région. Cependant, la faiblesse du débit de la Sarre ne permettait pas d'accroître la centrale, qui dès lors est restée secondaire par rapport à sa cadette de Carling, lancée en 1959 et bien plus puissante. Finalement la centrale de Grosbliederstroff a été démantelée en 1989-90, car elle n'était plus assez rentable.
Durant ces années, la ville s'est accrue de quelque 1 000 habitants, grâce à la centrale mais aussi grâce au travail en Sarre. En 1966-67, on comptait déjà plus de 1500 personnes qui partaient quotidiennement du canton de Sarreguemines pour travailler en Allemagne. Mais il est vrai qu'à cette époque, il y avait très peu de travail des femmes de ce côté-ci de la frontière. Ici c'est le facteur frontalier (et aussi la proximité de Sarreguemines) qui a facilité la "reconversion" à la différence de beaucoup d'autres petites villes de centrales. Une passerelle piétonne donne un accès direct au réseau tramway de la ville de Sarrebruck.
Le 1er janvier 1993, l’Union européenne met en place la libre circulation des personnes dans l’espace Schengen, la douane revenue en 1959 après la fin du mandat de la France en Sarre est supprimée. De nombreux Sarrois éliront alors domicile à Grosbliederstroff.
En 1997, Grosbliederstroff est reliée à Sarrebruck par tramway via l’arrêt voisin de Kleinblittersdorf.
En 2007, la synagogue, qui n’était plus utilisée, est déclassée.

## Histoire économique
- Plusieurs moulins, dont un moulin à huile sur le ruisseau de Lixing, fonctionnaient dans la commune. De très grands bâtiments du moulin en dérivation du canal furent bombardés durant la Seconde Guerre mondiale et détruits ensuite, à l'exception d'un bâtiment réaffecté au club de canoë-kayak par la commune. Le grand minotier fut le député au Reichstag Hoehn, dont il reste la belle villa et qui amena les équipements "modernes" d'électricité et d'eau autour de 1900 au village.
- Grosbliederstroff fut durant la civilisation agraire un bourg d'artisans tels que sellier, forgeron-maréchal-ferrant ou charron-carrossier pour les villages alentour. D'autres métiers comme menuisier, plâtrier, carreleurs se trouvaient aussi dans les villages[40] ; le dernier cheval de trait cessa son service vers 1964, la coopérative agricole fut dissoute, l'immense batteuse intercommunale Lanz du café "Au Lion d'Or" fut vendue, remplacée par les moissonneuses-batteuses. À la même époque, un bac, à traction humaine, permettait de traverser la Sarre, petite entreprise typique de l'ancienne société[41].
- En 1866, fin de la construction du canal de la Sarre, qui relie Sarrebruck au canal de la Marne au Rhin. Grosbliederstroff est entre la dernière et l'avant-dernière écluse. Ce canal, qui devait servir à l'approvisionnement des industries du Nord-Est de la France en charbon sarrois, initialement a ensuite servi à l'écoulement du charbon lorrain, développé plus tardivement. Mais le trafic du canal est resté modeste. Dans les années 1930, 600 000 tonnes de houille transitaient par le canal. Il n'y a donc pas eu de modernisation[42]. Le canal n'a donc eu qu'un succès mitigé. Cependant, il est devenu un atout touristique.

## Politique et administration

### Découpage territorial

#### Commune et intercommunalité
Pour mieux comprendre l’identité franco-allemande de Grosbliederstroff, voici une liste des rattachements géographiques successifs :
- Saint-Empire romain germanique (duché de Lorraine) 959-1542
- Duché de Lorraine 1542-1766
- France (Moselle) 1766-1871
- Empire allemand 1871-1918
- France (Moselle) 1918-1939
- Allemagne nazie 1939-1945
- France Depuis 1945

Le 20 décembre 2001, Grosbliederstroff rejoint la communauté d’agglomération Sarreguemines Confluences (anciennement district de Sarreguemines).

#### Circonscriptions de rattachement
Sur le plan administratif, la commune est rattachée à la région Grand Est, au département de la Moselle et à l'arrondissement de Sarreguemines. Sur le plan électoral, elle dépend du canton de Sarreguemines pour l'élection des conseillers départementaux (canton de Sarreguemines-Campagne jusqu'au redécoupage cantonal de 2014 entré en vigueur en 2015) et de la cinquième circonscription de la Moselle pour les élections législatives.

### Élections municipales et communautaires

#### Élections de 2020
| Tête de liste      | Suffrages | Pourcentage | CM | CC |
| ------------------ | --------- | ----------- | -- | -- |
| Pascal Weisslinger | 662       | 63,59 %     | 19 | 4  |
| Alain Barda        | 379       | 36,40 %     | 3  | 1  |

Le conseil municipal de Grosbliederstroff, commune de plus de 1 000 habitants, est élu au scrutin proportionnel de liste à deux tours (sans aucune modification possible de la liste),  pour un mandat de six ans renouvelable. Il est composé de 23 membres. Lors des élections municipales de 2020, les 23 conseillers municipaux ont été élus au premier tour avec un taux de participation de 48,58 %, se répartissant en 19 pour la liste conduite par Pascal Weisslinger et 4 pour la liste conduite par Alain Barda. Pascal Weisslinger est élu maire le 27 mai 2020, pour un mandat de six ans.
Dans les communes 1 000 habitants et plus, les conseillers sont élus au suffrage direct à la fois pour un mandat de conseiller municipal et pour un mandat de conseiller communautaire. Les 4 sièges attribués à la commune au sein de la communauté d'agglomération Sarreguemines confluences, sont élus dès le premier tour : trois issus de la liste menée par Pascal Weisslinger et un de la liste menée par Alain Barda.

#### Liste des maires
| Période                                  | Période   | Identité           | Étiquette | Qualité                                                         |
| ---------------------------------------- | --------- | ------------------ | --------- | --------------------------------------------------------------- |
| 1945                                     | 1947      | Pierre Adam        | SE        |                                                                 |
| octobre 1947                             | mars 1959 | Joseph Fersing     | SE        |                                                                 |
| mars 1959                                | 1970      | Marcel Maurer      | SE        |                                                                 |
| 1970                                     | mars 1977 | François Ammer     | SE        |                                                                 |
| mars 1977                                | juin 1995 | Jean Jung          | SE        |                                                                 |
| juin 1995                                | mars 2008 | Robert Allmang     | SE        |                                                                 |
| mars 2008                                | mai 2020  | Joël Niederlaender | PS        | Enseignant 8e vice-président de la CA Sarreguemines Confluences |
| mai 2020                                 | En cours  | Pascal Weisslinger | SE        | Conseiller communautaire                                        |
| Les données manquantes sont à compléter. |           |                    |           |                                                                 |

### Fiscalité
En pourcentage de la valeur locative cadastrale.
| Taxe                      | 2007    |
| ------------------------- | ------- |
| foncière sur le bâti      | 21,30 % |
| foncière sur le non-bâti  | 68,69 % |
| sur les ordures ménagères | 10,70 % |
| d'habitation              | 24,06 % |
| professionnelle           | 20,24 % |

### Jumelage
Au 1er janvier 2025, Grosbliederstroff est jumelé avec :
 Kleinblittersdorf (Allemagne) depuis juillet 1968.

## Équipements et services publics

### Espaces publics
Dans le cadre du projet « La Bande Bleue de la Sarre » lancé par le GECT SaarMoselle, une zone de loisirs a été construite aux abords du canal de la Sarre. Elle comprend notamment des aires de jeux pour les enfants, des terrains de sports (beach-volley, football,...), un parcours de vélocross ou encore un skatepark.

### Enseignement
- École maternelle Blanche-Neige.
- École primaire Erckmann-Chatrian.
- Collège Val-de-Sarre.

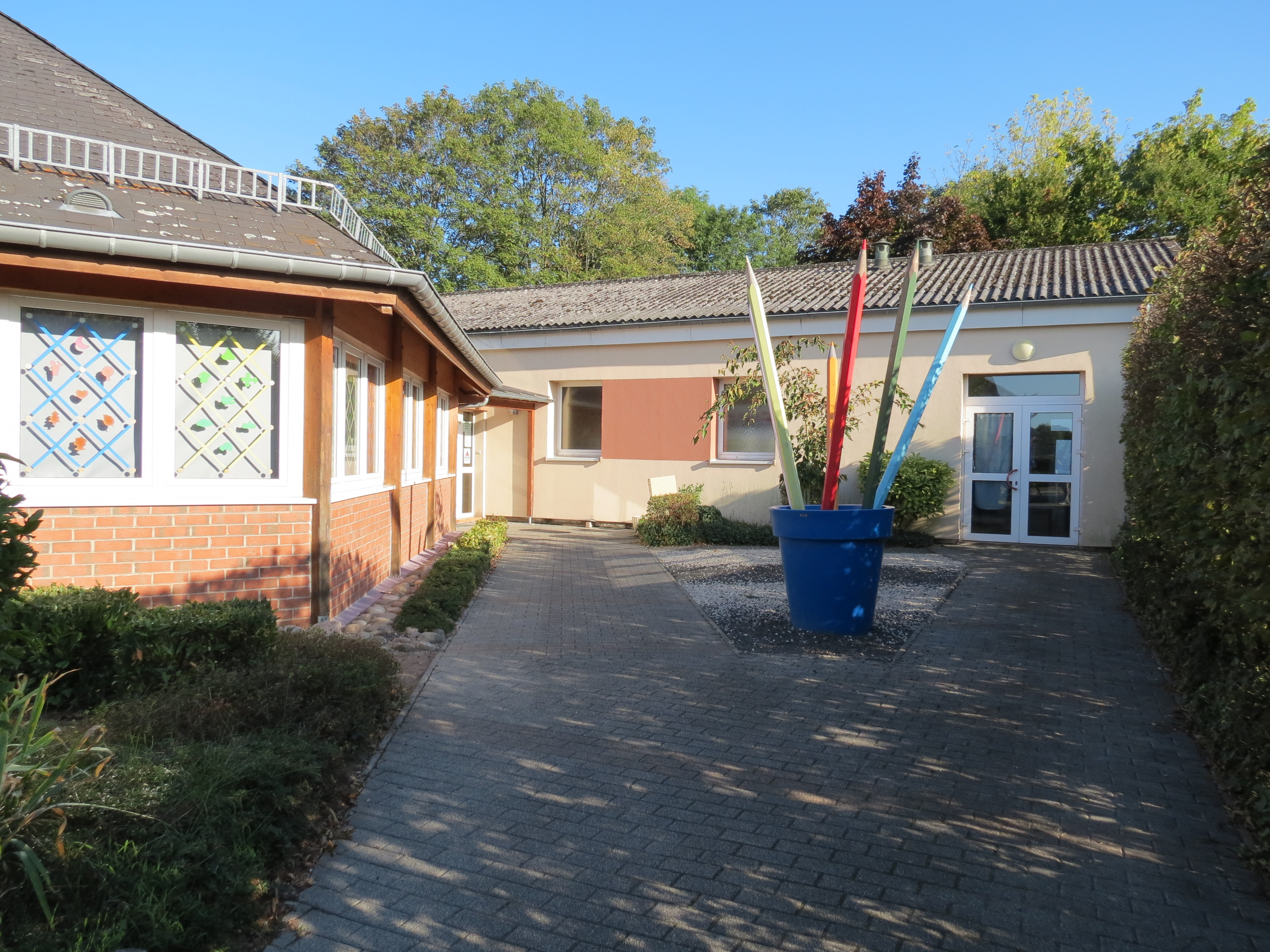
École maternelle Blanche Neige.
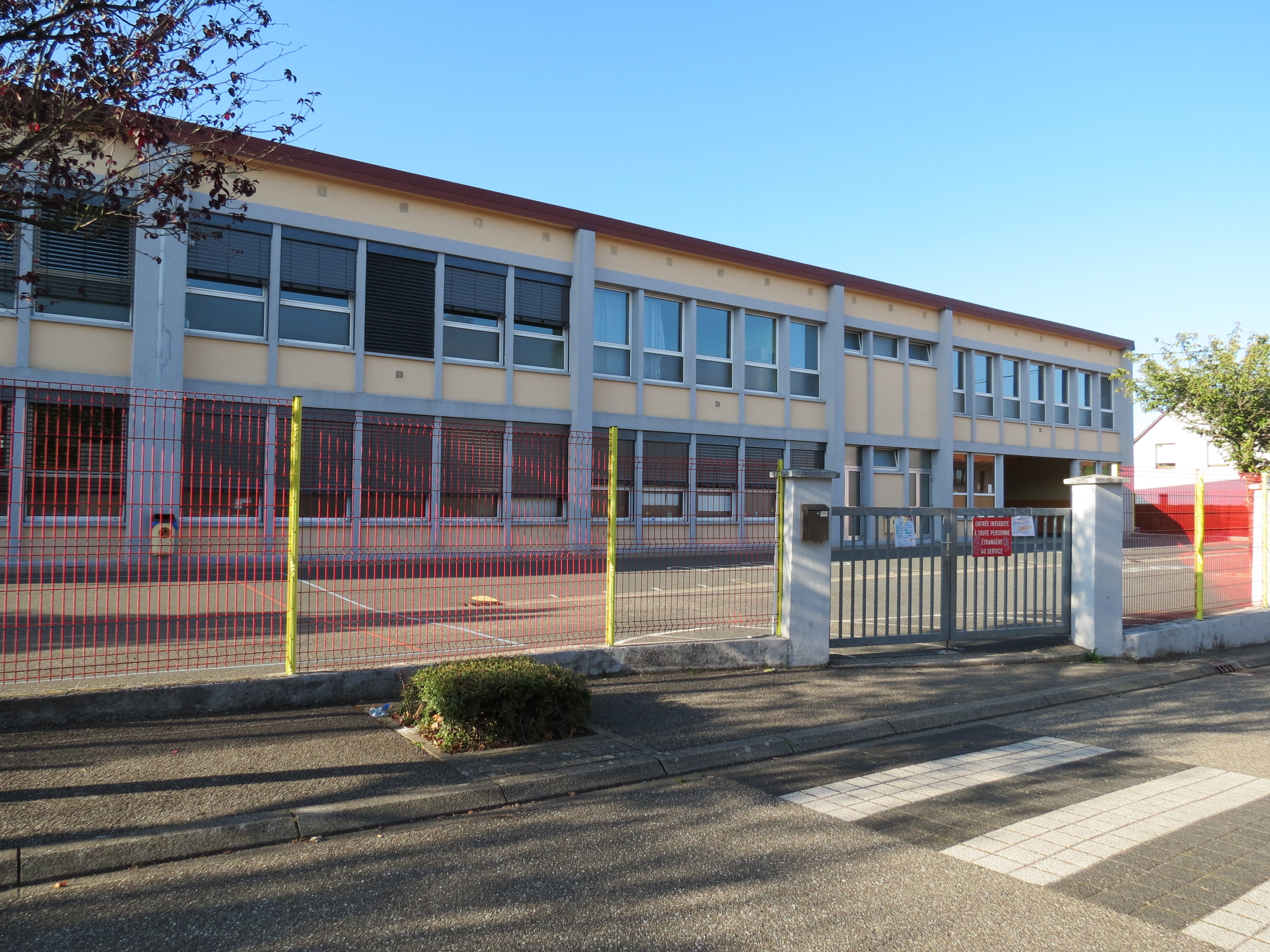
École primaire Erckmann-Chatrian.
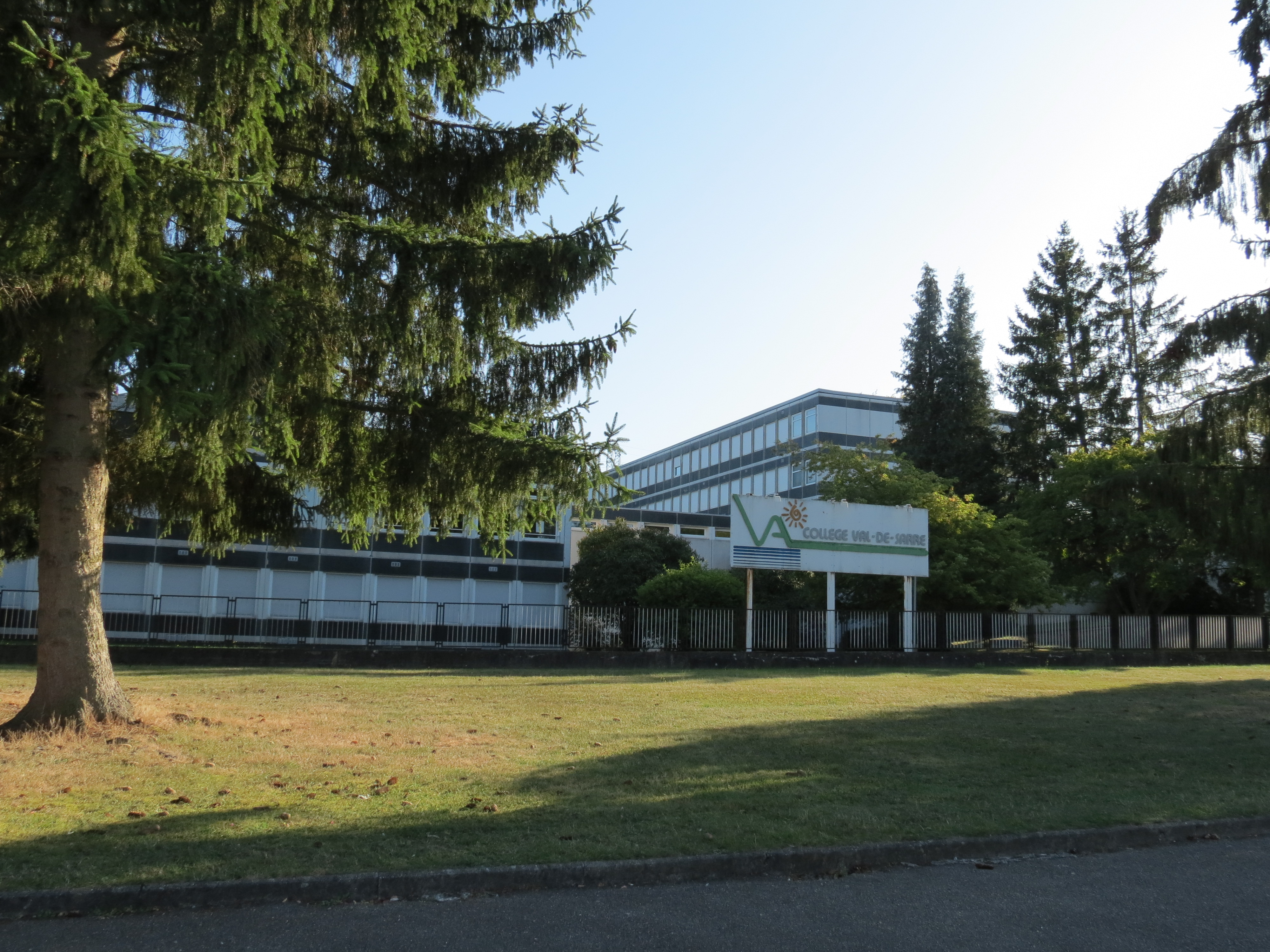
Collège Val-de-Sarre.

L'ancienne école des filles, située dans la rue de l'Église face au monument aux morts, est aujourd'hui un musée communal. L'ancienne école des garçons, devenue par la suite école Victor-Hugo et située à côté de la mairie est devenue l'Espace Victor-Hugo.

### Postes et télécommunications
Jusqu'au 29 avril 2022, la commune disposait d'un bureau de poste situé à proximité de la mairie. Après sa fermeture, deux points relais de la Poste ont ouvert dans des commerces :
- Tabac Blatt, rue de la liberté
- Hypermarché Carrefour, avenue marchande.

Le bureau de poste le plus proche se trouve à Sarreguemines.

### Culture
La bibliothèque de Grosbliederstroff fait partie du réseau de bibliothèques de proximité de l'agglomération de Sarreguemines et de la Moselle. Elle est ouverte depuis 2011 et dispose d'un fonds important de livres jeunesse et en langue allemande.

## Population et société

### Démographie
L'évolution du nombre d'habitants est connue à travers les recensements de la population effectués dans la commune depuis 1793. Pour les communes de moins de 10 000 habitants, une enquête de recensement portant sur toute la population est réalisée tous les cinq ans, les populations de référence des années intermédiaires étant quant à elles estimées par interpolation ou extrapolation. Pour la commune, le premier recensement exhaustif entrant dans le cadre du nouveau dispositif a été réalisé en 2008.

En 2022, la commune comptait 3 322 habitants, en évolution de −0,12 % par rapport à 2016 (Moselle : +0,52 %, France hors Mayotte : +2,11 %).
| 1793  | 1800  | 1806  | 1821  | 1836  | 1841  | 1861  | 1866  | 1871  |
| ----- | ----- | ----- | ----- | ----- | ----- | ----- | ----- | ----- |
| 1 100 | 1 184 | 1 327 | 1 579 | 2 137 | 2 126 | 2 003 | 2 115 | 1 873 |

| 1875  | 1880  | 1885  | 1890  | 1895  | 1900  | 1905  | 1910  | 1921  |
| ----- | ----- | ----- | ----- | ----- | ----- | ----- | ----- | ----- |
| 1 865 | 1 880 | 1 751 | 1 906 | 1 961 | 2 200 | 2 292 | 2 434 | 2 180 |

| 1926  | 1931  | 1936  | 1946  | 1954  | 1962  | 1968  | 1975  | 1982  |
| ----- | ----- | ----- | ----- | ----- | ----- | ----- | ----- | ----- |
| 2 243 | 2 319 | 2 306 | 2 247 | 2 763 | 3 108 | 3 218 | 3 279 | 3 163 |

| 1990  | 1999  | 2006  | 2008  | 2013  | 2018  | 2022  | - | - |
| ----- | ----- | ----- | ----- | ----- | ----- | ----- | - | - |
| 3 092 | 3 334 | 3 308 | 3 301 | 3 330 | 3 281 | 3 322 | - | - |

En 2008, environ 20 % (plus de 600 habitants) de la population de Grosbliederstroff est de nationalité allemande (principalement du fait de la proximité de Sarrebruck). La population de nationalité française est par contre en baisse.

### Sports et loisirs
La commune compte plusieurs équipements sportifs : un boulodrome, une piste de bowling, cinq courts de tennis dont deux couverts, un dojo, une piste d'athlétisme, une salle multisport gérée par la communauté d'agglomération et deux terrains de football utilisés par le club allemand SV Elversberg.

### Cultes
Le culte catholique est pratiqué à Grosbliederstroff. La paroisse Saint Innocent fait partie de la communauté de paroisses Saint Gabriel du Val de Sarre-Nord, au sein de l'archiprêtré de Sarreguemines, qui regroupe les communautés de Lixing-lès-Rouhling, Rouhling et Grosbliederstroff. Les messes dominicales sont célébrées en alternance dans les trois églises de la communauté de paroisses ainsi qu'une messe de semaine dans la chapelle Sainte-Croix. Plusieurs coutumes et traditions ont lieu ou ont eu lieu dans la commune comme la Fête-Dieu où des autels étaient disposés dans tout le village, les processions mariales à la statue de la vierge du Brandenbusch lors de l'Assomption ou encore les rogations qui réunissent les fidèles des communautés de Grosbliederstroff et de Kleinblittersdorf.
Depuis la fin du XVIIIe siècle, une communauté israélite est présente à Grosbliederstroff. Un culte a été rendu dans la synagogue construite à cet effet, de 1935 jusqu'à sa désaffectation en 1992.

### Médias
L'actualité de la commune est traitée par le quotidien Le Républicain Lorrain du groupe EBRA dans son édition locale de Sarreguemines-Bitche. Un correspondant local couvre les événements du village pour le journal. La commune publie également tous les ans son bulletin municipal Grosblie infos.
La station Radio Mélodie peut relater les actualités de Grosbliederstroff dans son flash info tout comme la chaîne de télévision locale Mosaïk Cristal qui couvre l'arrondissement de Sarreguemines. À l'échelle du département, la chaîne Moselle TV reprend des reportages de la précédente mais peut également produire des reportages ou des documentaires dans le village. Concernant les médias publics, l'édition régionale de France 3 Lorraine qui dispose d'un bureau à Sarreguemines et la station ici Lorraine couvrent l'actualité de la région.

## Culture locale et patrimoine

### Lieux et monuments
- Restes de murailles antiques.[réf. souhaitée]
- Bracelets du Hallstatt[61].
- Voie romaine.
- Vierge du Brandenbusch (sur les hauteurs du village).
- Monument aux morts.
- Ancien ossuaire inscrit au titre des monuments historiques par arrêté du 23 novembre 1987[62].
- Pont de l'Amitié.
- Pont international.
- Place de l’Euro.

### Édifices religieux

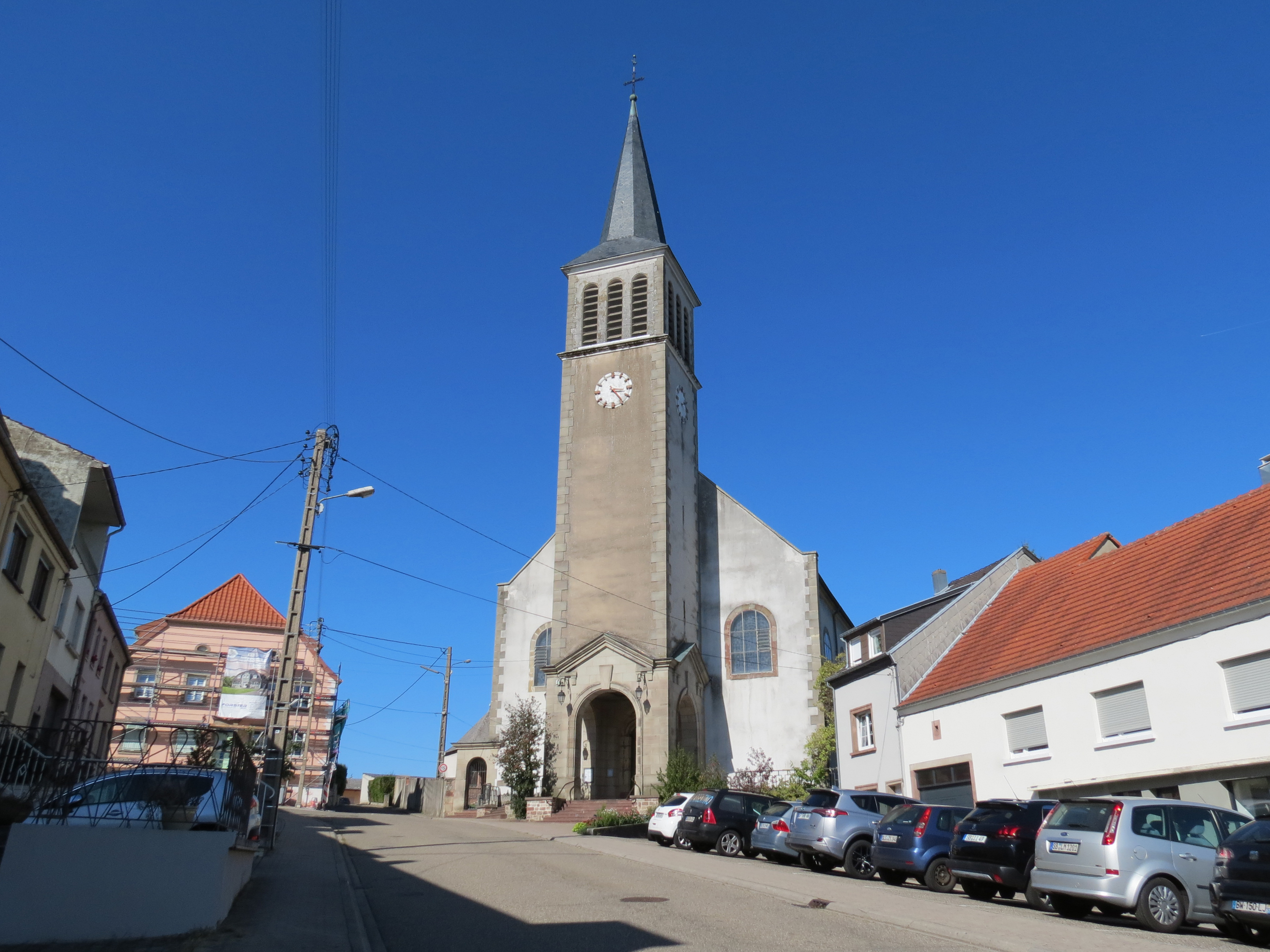
Église Saint-Innocent.
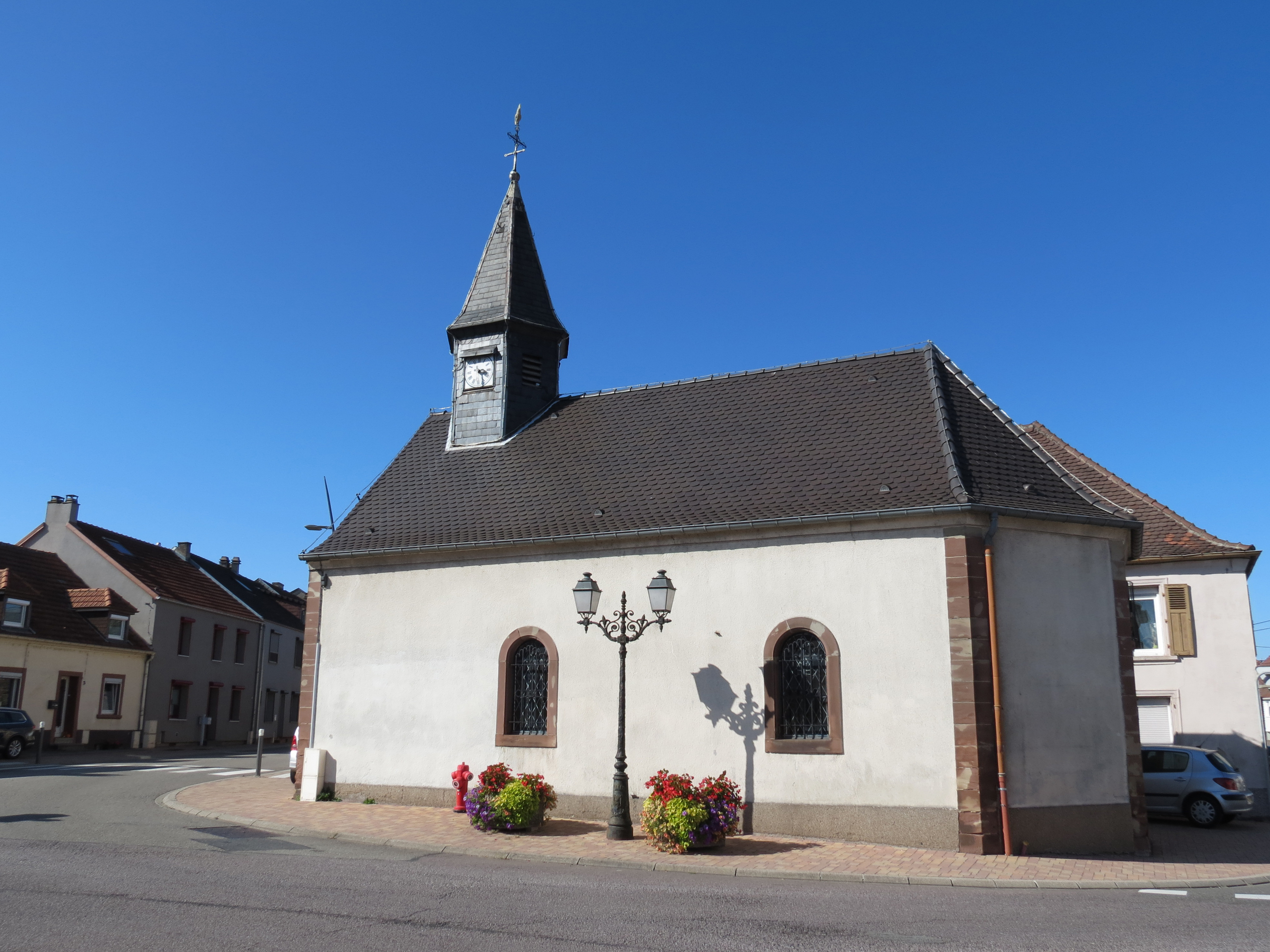
Chapelle Sainte-Croix.
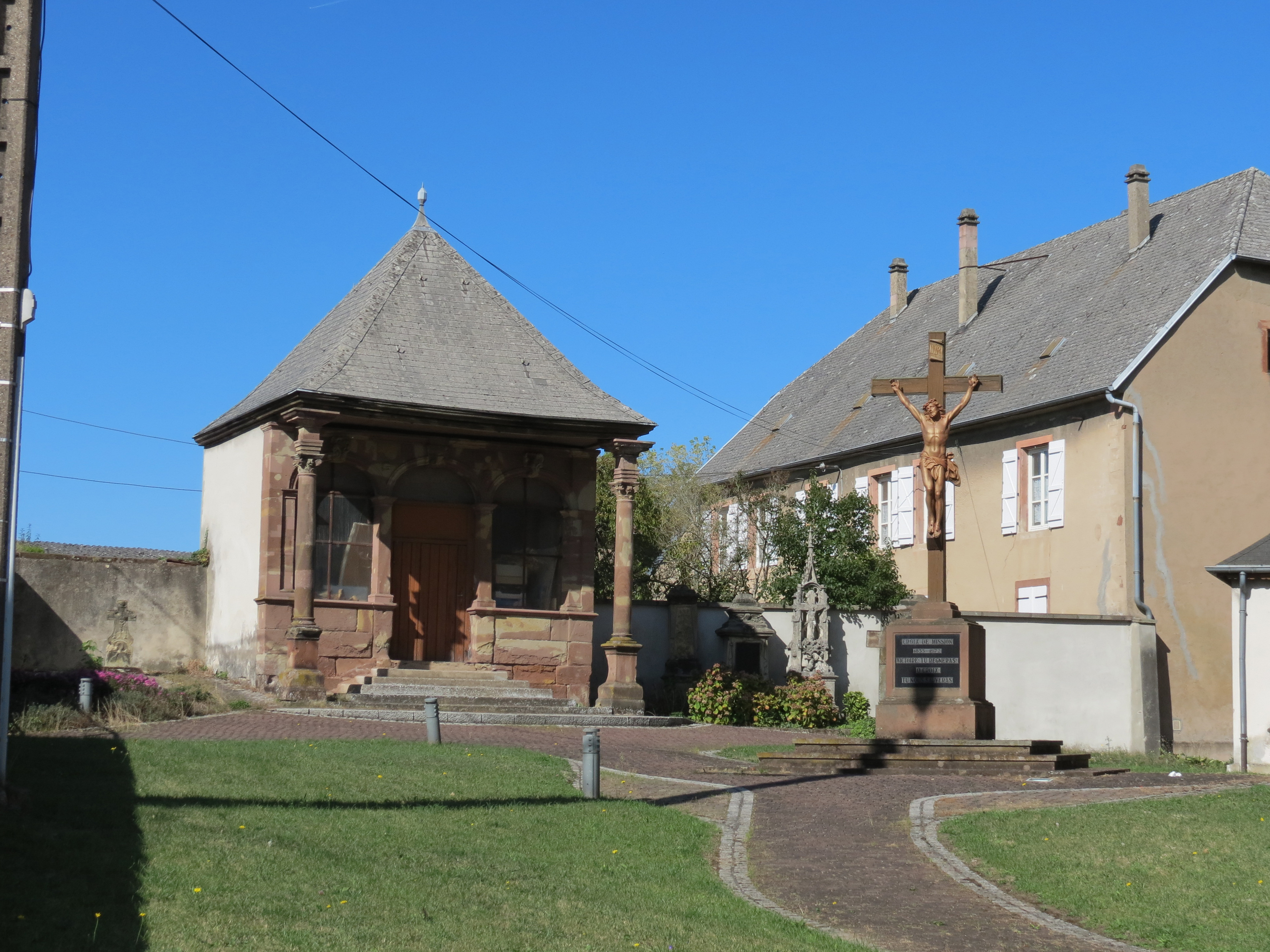
Ancien ossuaire.
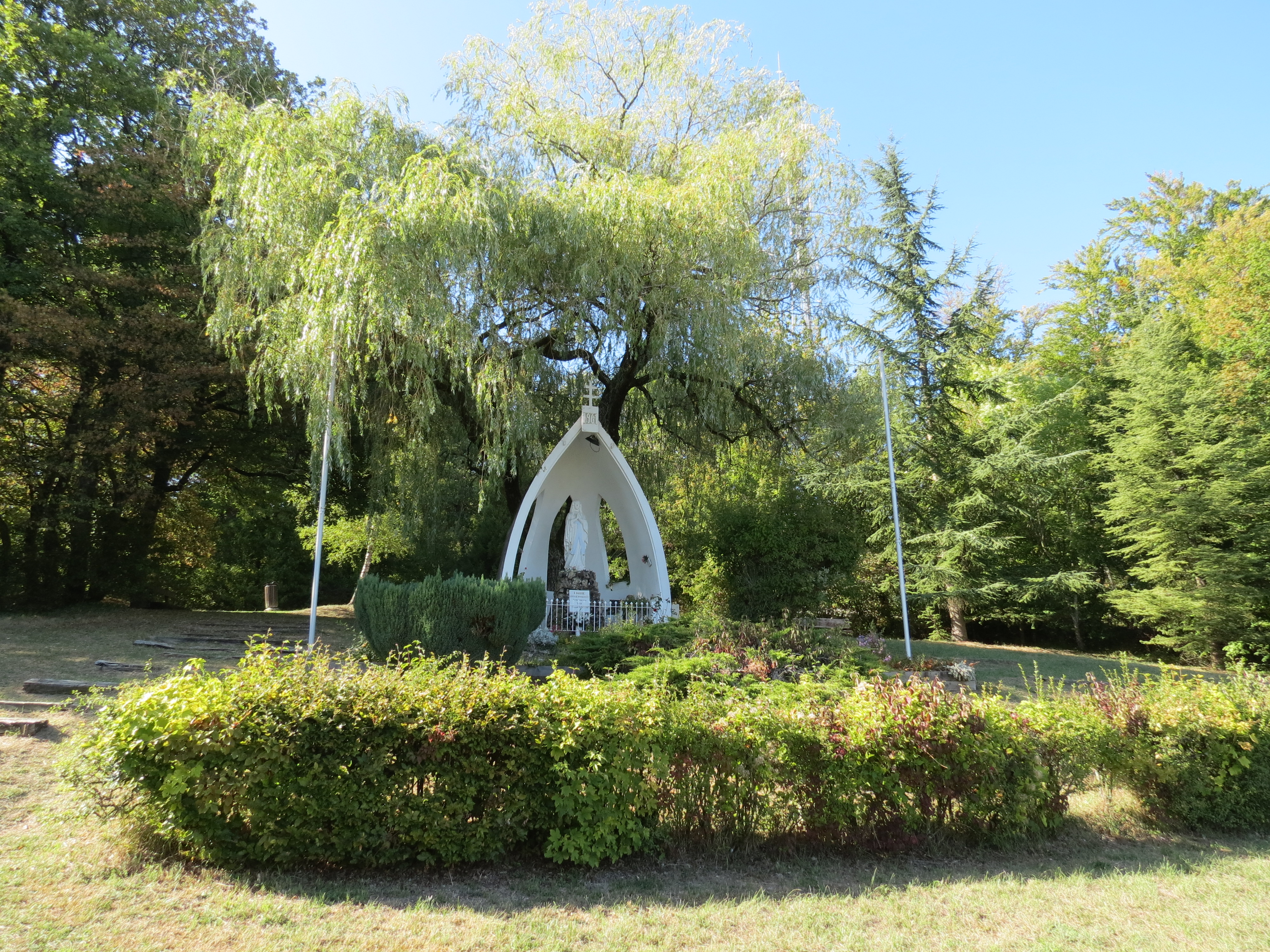
Statue de la Vierge.
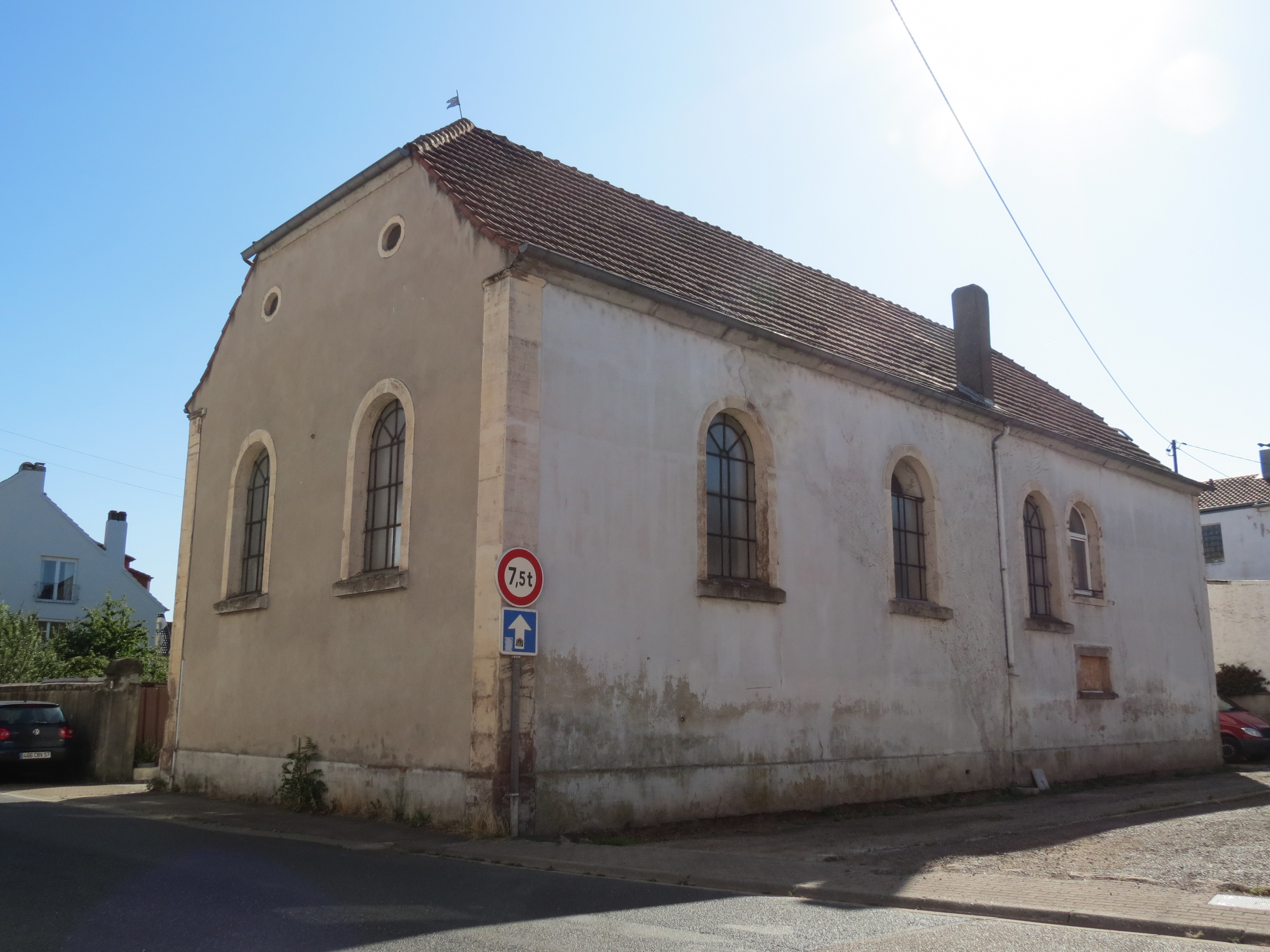
Ancienne synagogue.
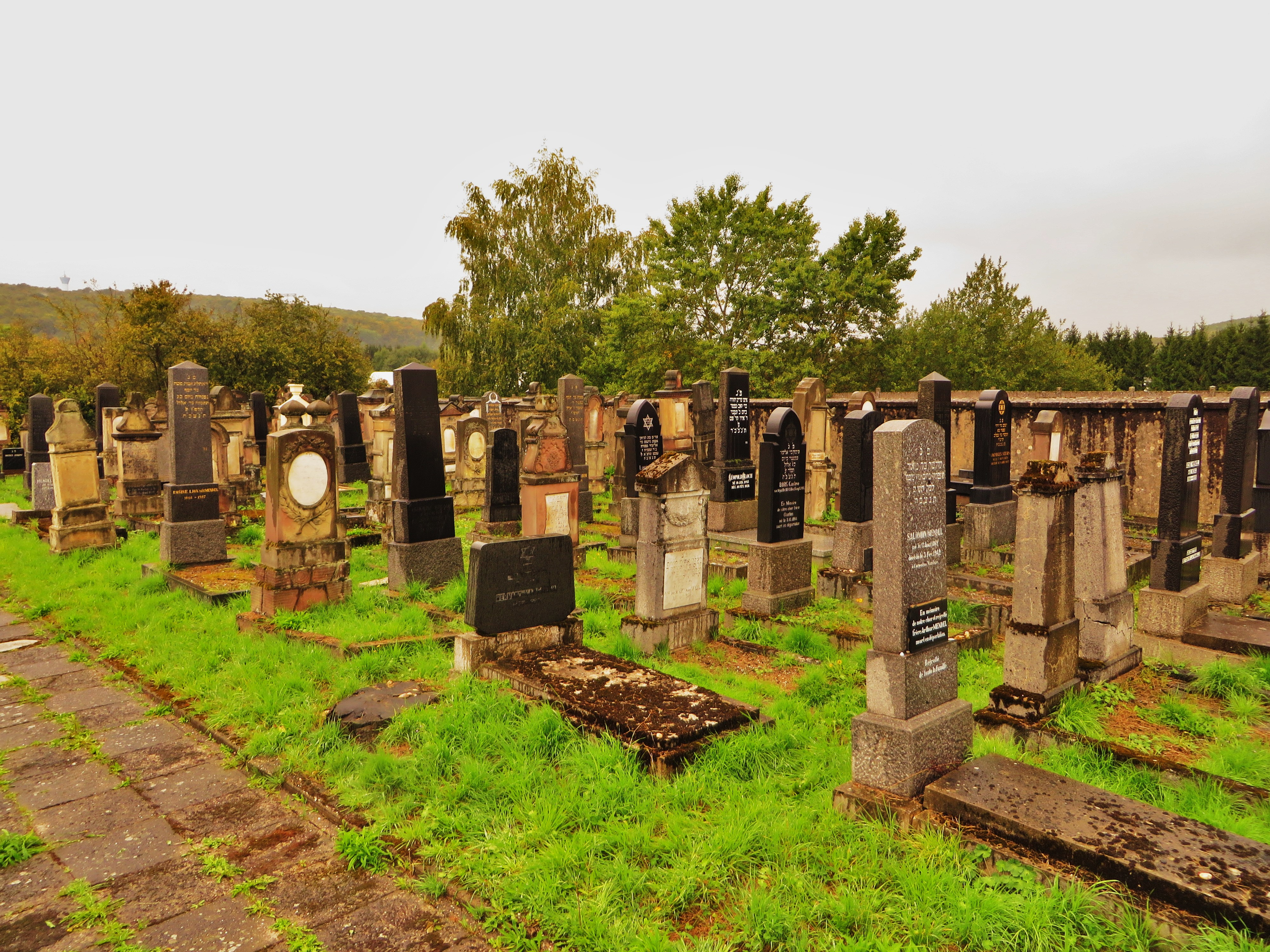
Cimetière israélite.

- Église paroissiale Saint-Innocent 1749, restaurée au XIXe siècle : autels à grands retables avec statues de saints de prémontrés, chaire du XVIIIe siècle richement sculptée, confessionnaux, grande croix du XVIIIe siècle (travaux du sculpteur de l’abbaye, Guldner de Bérus). Elle renferme trois autels classés monuments historiques[63],[64].
- Chapelle Sainte-Croix restaurée 1855 : 12 statues en bois XVIIIe siècle, œuvres de Guldner.
- Synagogue créée en 1835, endommagée au cours de la Seconde Guerre mondiale, désaffectée en 1992[65].
- Cimetière israélite créé en 1885.

### Personnalités nées à Grosbliederstroff
- François Hoën (1864-1935), homme politique lorrain, député au Reichstag allemand de 1907 à 1912 et membre du Landtag d'Alsace-Lorraine de 1911 à 1918[66].
- Werner vom Scheidt (1894-1984), graveur et peintre allemand.
- Marie Catherine Kneup (1899-1938), résistante française.
- Jean Herly (1920-1998), diplomate français et ministre d'État de Monaco.

### Héraldique
| Blason de Grosbliederstroff | Blason  | Coupé ondé : au 1er de gueules à l'alérion d'argent, au 2e d'azur au foudre d'or. |
| Blason de Grosbliederstroff | Détails | La partie supérieure représente un alérion du drapeau de la Lorraine ; la partie inférieure la foudre faisant référence à la centrale thermique. La séparation ondulée représente la rivière de la Sarre. Adopté le 7 juin 1951. |

La ville est décorée de la croix de Guerre 1939-1945.